# Walther Hans Reinboth
Walther Hans Reinboth (* 18. Dezember 1899 in Nordhausen; † 15. Dezember 1990 in Walkenried) war ein deutscher Maler, Dichter und Heimatforscher.

## Leben
Geboren wurde Walther Hans Reinboth als fünftes von sechs Kindern in der preußischen Kreisstadt Nordhausen. Sein Vater, Friedrich Ernst Reinboth war ebendort als Kunst- und Dekorationsmaler tätig, ein Geschäft, welches er mit seiner Frau Amalie Reinboth, geb. Hendrich, gemeinsam betrieb.
Seine Leidenschaft für die Kunst wurde schon früh durch seinen älteren Bruder, Friedrich Reinboth, geweckt, der einmal das Geschäft seines Vaters übernehmen sollte. Der kaiserliche Husar fiel jedoch 1918 noch kurz vor Ende des Ersten Weltkrieges, den Walther Hans als junger Mann in einem badischen Artillerieregiment miterlebte, in der Ukraine. 
Noch vor Beginn des Krieges hatte Walther Reinboth bei der Firma Gebhard & König den Beruf des Kaufmanns erlernt. Im Jahre 1922 erhielt er eine dauerhafte Anstellung bei der Firma Börgardts in Branderode, ein Jahr später heiratete er Emma Wichmann, die er nach Ende des Krieges kennengelernt hatte. 1928 verschlug es ihn wieder nach Nordhausen, wo seine beiden jüngeren Söhne Walther Wolfgang (* 1928) und Friedrich Ludwig (* 1935) zur Welt kamen. Der älteste Sohn, Volker Herrmann, wurde bereits 1924 in Branderode geboren.
Nachdem Nordhausen am 3. und 4. April 1945 durch einen alliierten Bombenangriff weitestgehend zerstört worden und der während des Krieges in die Wehrmacht eingezogene Walther Hans 1946 aus amerikanischer Kriegsgefangenschaft entlassen worden war, verschlug es die Familie nach Walkenried, wo Walther Hans bis 1967 wieder für die Firma Börgardts tätig war. In dieser Zeit und in den Jahrzehnten seines Ruhestandes entstanden die meisten der rund 500 Aquarelle, Ölmalereien und Kohlezeichnungen sowie die beiden Gedichtbände „Farbige Welt“ (1975) und „Abglanz des Lebens“ (1978). 
Walther Hans Reinboth verstarb 1990 kurz vor der Vollendung seines 91. Lebensjahres nach schwerer Krankheit.

## Künstlerisches Schaffen

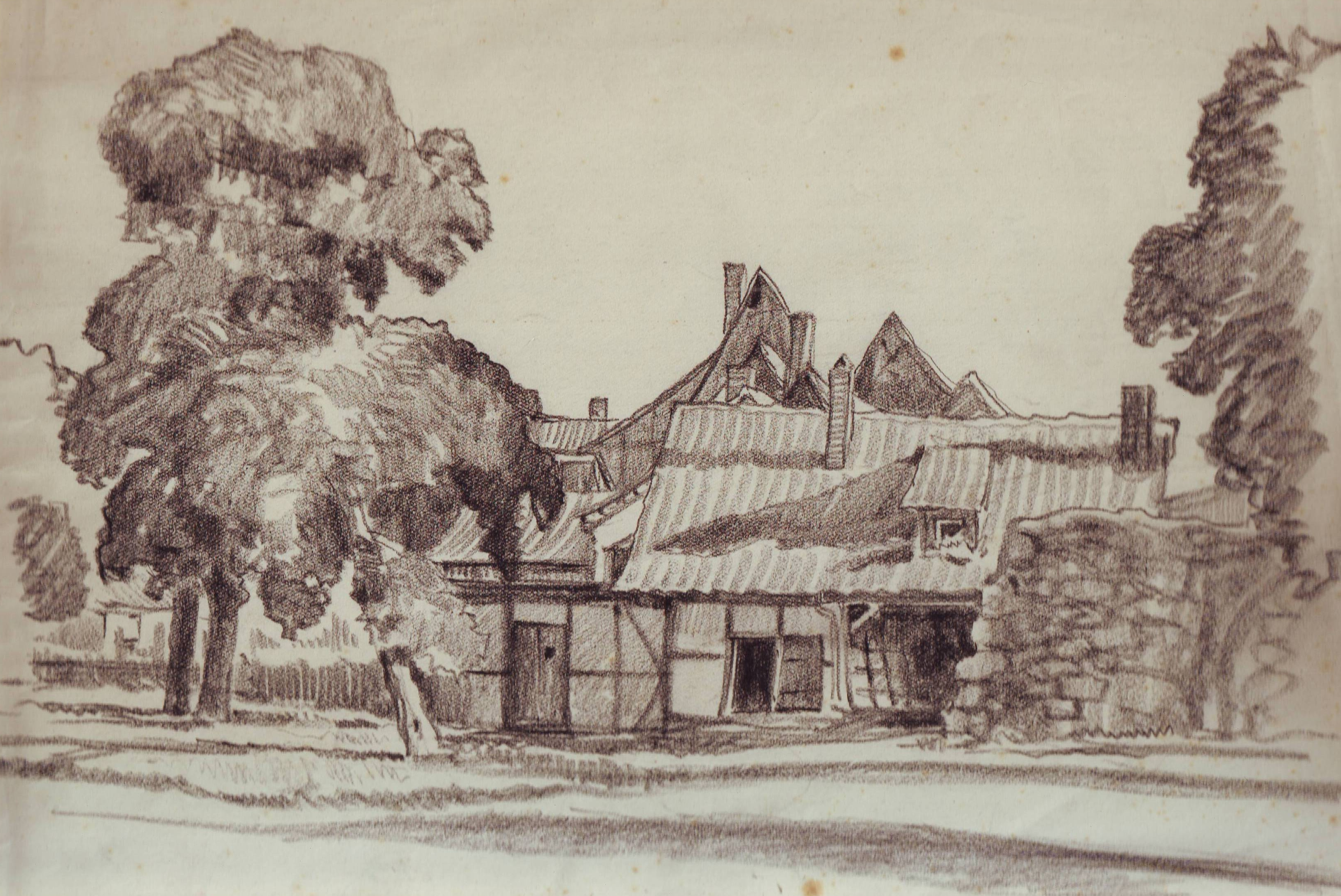
Spendekirchhof in Nordhausen, entstanden um 1930

Walther Hans Reinboth lernte die Techniken des Malens und Zeichnens als junger Mann bei dem 1923 verstorbenen Nordhäuser Maler Albert Seewald, war aber im Wesentlichen eher ein Autodidakt. Die ersten Zeichnungen entstanden bereits während des Krieges. So hielt er 1943 die verwinkelten alten Gassen Frankfurts, kurz bevor sie ein Opfer des Bombenkrieges wurden, in einer Reihe von Kreidezeichnungen fest. In den späteren Kriegstagebüchern finden sich Motive aus Saloniki und den Landschaften und Dörfern Albaniens, Bosniens, Kroatiens und der Südsteiermark. Eine Auswahl seiner Werke findet sich unter anderem in dem 1990 erschienenen Bildband „Der Harz – gesehen von Malern“.
Neben der Malerei befasste sich Walther Hans auch intensiv mit der Lyrik und pflegte eine enge Freundschaft zum Nordhäuser Dichter Rudolf Hagelstange. Noch vor den beiden in den 1970er Jahren erschienen Gedichtbände erschien 1923 noch im Selbstverlag ein erstes kleines Heft mit Gedichten zum Harz.
Auch in der Heimat- und der Höhlenforschung betätigte er sich und stand bei der Gründung des Walkenrieder Vereins für Heimatgeschichte Pate, den er bis in sein 90. Lebensjahr führte. Für seine Lebensleistung auf künstlerischem und historischem Gebiet wurde ihm am 14. Februar 1984 das Verdienstkreuz des Niedersächsischen Verdienstordens (am Bande) verliehen.